# Reykon
Reykon El Líder, de son vrai nom Andrés Felipe Robledo Londoño, est un chanteur compositeur de reggaeton né le 12 décembre 1986 à Envigado en Colombie. Il est considéré comme l'un des plus grands partisans du genre musical reggaeton d'Amérique latine.

## Biographie
Depuis 2011, il a acquis une renommée internationale en publiant plusieurs chansons dont "Se Aloca", "Te Gateo", "Tu Cuerpo me Lama", "El Besito", "Sin Miedo", "No Molestes Mas", "Tuturuwa", "Mi Noche", "Cuando Te Vi" et beaucoup plus.
En 2012, il a collaboré avec l'artiste portoricain Daddy Yankee pour publier la chanson "Señorita", qui s'est rapidement hissée au numéro 1 dans plusieurs pays d'Amérique latine, notamment le Pérou, l'Équateur, le Chili et plusieurs autres.
En 2013, il a connu une année couronnée de succès avec la sortie de la chanson à succès "Mi Noche" qui a été vue plus de 60 millions de fois sur YouTube. Son prochain single qu'il a sorti en 2014 s'appelait "Secretos", qui avait également du succès et figurait au numéro 1 sur HTV.
En 2015, il a signé avec le label de musique Warner Latina. Le label était assuré que cette signature leur apporterait le succès à tous les deux. Gabriela Martínez, Directrice générale de Warner Music Latina, a déclaré: "Il n'y a pas de meilleure façon de commencer l'année 2015, sachant que le talent de Reykon fait désormais partie de la famille. Nous partageons la même vision de voir Reykon devenir une grande vedette de la musique latine".
Également en 2015, il publie une autre chanson avec Daddy Yankee intitulée "Imaginádote", qui figure sur les charts Billboard et Monitor Latino en Colombie. Il a également eu la chance de collaborer avec Bebe Rexha et de publier la chanson "All The Way". Cette chanson était l'une des chansons désignées pour être le thème officiel de la Copa Oro 2015.
Il a également été choisi pour faire partie du jury de Factor XF 2015. Il a déclaré: "Je suis très reconnaissant et heureux de participer à une compétition qui a été une plate-forme importante pour le lancement de nombreuses stars en Colombie".
En décembre 2015, Reykon était l'invité spécial d'un parti et avait été invité par Teodoro Nguema Obiang Mangue, également connu sous le nom de Teodorin, fils du président de la Guinée équatoriale, Teodoro Obiang Nguema Mbasogo. Teodorin lui a dit lorsqu’ils se sont serré la main: "Je connais toutes vos chansons, je suis un grand fan, je suis ravi de vous avoir dans mon pays." Il est l’un des rares artistes à se produire là-bas.
En 2016, Reykon a subi une opération des cordes vocales, ce qui a temporairement interrompu sa carrière musicale en raison de la durée de la convalescence.
En 2017, son single Dejame Te Explico a obtenu le statut Platine en Colombie.
Le 4 mai 2018, il sort son premier album studio intitulé 'El Lider'. Il présente des caractéristiques de plusieurs poids lourds urbains tels que Daddy Yankee, Nicky Jam et Luigi 21, et d'autres artistes.
En 2021, Reykon a été impliqué dans une altercation à Miami avec Joe Fournier, un boxeur professionnel. Cette altercation a donné lieu à un combat de boxe Triller en sous-carte Jake Paul contre Ben Askren. L'incident a été scruté, Fournier, un boxeur professionnel expérimenté, affrontant un boxeur amateur.

## Parcours
En 2002, il crée un groupe de musique avec ses amis du studio Musik Man et TaTallillo dont le nom est: R.T.M (R:Reycon, T:TaTalliollo, M:Musik Man).
En 2012, Reykon sort avec Daddy Yankee la chanson Señorita.
En 2011, il remporte plusieurs prix[Lequel ?] avec les chansons Se aloca et Te gateo.
En juin 2013, Reykon fait une tournée en Australie.
En 2013 il sort le titre MiNoche.
Son plus récent titre est 
Secreto[Quand ?].
En 2015 il sort le titre "El chisme".
En 2017 il sort le titre "Déjame te explico".
En 2019 il sort le titre "Latina" Avec Maluma.

## Discographie

### Albums
- 2018: El Lider
- 2023 : 12-12

### Mixtapes
- 2010: El Lider 1.
- 2012: El Lider 2.
- 2014: Doxis Edition (The Mixtape).

### Singles
- 2007 - La novela
- 2007 - Como me cuesta
- 2009 - Señorita
- 2009 - Se aloca (avec J Balvin)
- 2009 - No veo la hora
- 2009 - Nadie como tú
- 2009 - La última vez
- 2010 - Vamos hacer el amor (avec Jockey)
- 2010 - Si yo fuera tú
- 2010 - Sexo (avec Legi y Zhay)
- 2010 - Rompiendo la cama (avec Magnate y Valentino)
- 2010 - Pegaito a la pared	(avec Jay D, Magix, Nova)
- 2010 - La santa
- 2010 - Ángel guardián (avec Pipe Calderón)
- 2010 - Algún día
- 2011 - Tu cuerpo me llama Remix (avec Los Mortal Kombat)
- 2011 - Te gateo (avec Pipe Calderón)
- 2011 - Sin miedo
- 2011 - Que hay pa mí (avec Shako)
- 2011 - Nuestra Tierra (avec Kevin Roldán, J Balvin, Golpe a Golpe, Pipe Calderon)
- 2011 - La santa Remix (avec J Álvarez, Farruko, Ñejo y Dálmata, Lui-G 21 Plus)
- 2011 - El conspire (avec Musik Man)
- 2011 - El besito Remix (avec Pasabordo)
- 2011 - Cripy cripy Remix (avec Yandar y Yostin)
- 2011 - Con flow mátalo (avec Kevin Roldán, J Balvin, Dragón y Caballero, Maluma, Jay)
- 2011 - Cocoloco (avec Juancho Style)
- 2011 - Aqui no pasa naa (avec Golpe a Golpe)
- 2011 - Tu juguete (avec Karol G)
- 2012 - Te lo juro por tí (avec Small)
- 2012 - Señorita (avec Daddy Yankee)
- 2012 - Renuncio Remix (avec Giovanny Ayala)
- 2012 - No molestes más
- 2012 - Mi Noche (avec  Kannon)
- 2012 - La idea
- 2012 - Juana (avec Jowan y Bull Nene)
- 2012 - 301 (avec  Karol G)
- 2013 - Tuturuwa
- 2013 - Rapapam (avec Farruko)
- 2013 - La noche es una (avec Sonny y Vaech)
- 2013 - Cuanto Te Vi
- 2013 - Bailen
- 2014 - Secretos
- 2015 - El chisme
- 2017 - Déjame te explico
- 2019 - Latina (avec Maluma)
- 2020 - Kiss (El Último Beso) (avec Kapla Y Miky)
- 2021 - La Suite
- 2024 - Baila Baila
- 2025 - Bandido (avec Brekel)
- 2025 - Pa Que Si
- 2025 - Angelito